# NGC 3343
NGC 3343 في الفهرس العام الجديد، هي مجرة، تقع في كوكبة التنين. اكتشفت في 3 أبريل 1785 بواسطة ويليام هيرشل.

## روابط خارجية
- NGC 3343 على موقع ويكي سكاي: DSS2, SDSS, GALEX, IRAS, Hydrogen α, X-Ray, Astrophoto, Sky Map, Articles and images